# Gare de Somerleyton
La gare de Somerleyton est une gare ferroviaire du britannique du Wherry Lines, située près du village de Somerleyton sur le territoire de la paroisse civile de Somerleyton, Ashby and Herringfleet dans le comté du Norfolk à l'est de Angleterre.

## Situation ferroviaire
Établie à 3 mètres d'altitude, la gare de Somerleyton est située au point kilométrique (PK) 18,00 de la Wherry Lines : ligne de Norwich à Lowestoft, entre les gares de Haddiscoe et de Oulton Broad North.

## Histoire
La gare de Somerleyton est mise en service en 1847.

## Patrimoine ferroviaire
Le bâtiment construit en 1847 est toujours en service.